# Péter Gulácsi
Péter Gulácsi, född 6 maj 1990 i Budapest, är en ungersk fotbollsmålvakt som spelar för RB Leipzig.

## Klubbkarriär
Gulácsi hämtades till Liverpool från den ungerska samarbetsklubben MTK 2007. Efter att ha varit i Liverpool på lån under 12 månader gjordes övergången permanent i september 2008.

## Landslagskarriär
Gulácsi var med och vann brons med det ungerska U20-landslaget vid U20-VM 2009.